# Зеленоморск
Зеленомо́рск или Зеленоморское — село в Карабудахкентском районе Дагестана.
Образует муниципальное образование село Зеленоморск со статусом сельского поселения как единственный населённый пункт в его составе.

## Географическое положение
Расположено в 12 км юго-восточнее города Каспийск, на побережье Каспийского моря.

## История
Образовано в 1966 году путём переселения на земли Манаскентского винсовхоза жителей сел Санакари и Чахрижи Дахадаевского района. Указом ПВС. ДАССР от 31.10.67 г. на базе отделения совхоза «Манаскентский» зарегистрированы новый посёлок — Зеленоморск.

## Население
| 1970  | 1989  | 2002  | 2010  | 2012  | 2013  | 2014  |
| ----- | ----- | ----- | ----- | ----- | ----- | ----- |
| 639   | ↗995  | ↘960  | ↗1005 | ↗1032 | ↗1061 | ↗1112 |
| 2015  | 2016  | 2017  | 2018  | 2019  | 2020  | 2021  |
| ↗1131 | ↗1145 | ↗1171 | ↗1185 | ↗1225 | →1225 | ↗1616 |
| 2023  | 2024  | 2025  |       |       |       |       |
| ↗1627 | ↗1637 | ↗1664 |       |       |       |       |